# Gildásio Barbosa da Silva
Gildásio Barbosa da Silva ou simplesmente Gildásio (Rio de Janeiro, 9 de julho de 1956), é um ex-futebolista brasileiro, que atuava como atacante.

## Carreira
Revelado nas divisões de base e profissionalizado no Fluminense, revelado pelo técnico Pinheiro, atuou durante mais de 4 anos como profissional do Flu, entre 1975 e 1979, tendo disputado 33 partidas, com 20 vitórias, 7 empates e 6 derrotas, marcando 11 gols, tendo feito parte do elenco que ficou conhecido como "Máquina Tricolor".
Gildásio atuou na famosa partida do Flu na Nigéria, na qual Pelé jogou com a camisa tricolor em 26 de abril de 1978.
Ao sair do Fluminense transferiu-se para o Joinville, onde atuou em 1980 e 1981.
Após encerrar a carreira como jogador trabalhou como técnico de futebol em clubes do interior de São Paulo, Goiás, Mato Grosso e Minas Gerais, tendo tido formação universitária e realizado cursos de extensão.

## Títulos
Fluminense
- Campeonato Carioca: 1975 e 1976
- Torneio Viña del Mar: 1976[6]
- Torneio de Paris: 1976
- Troféu Teresa Herrera: 1977
- Copa Governador Faria Lima: 1977
- Copa Vale do Paraíba: 1977

Joinville
- Campeonato Catarinense: 1980 e 1981